# 好間町中好間
好間町中好間（よしままち なかよしま）は、福島県いわき市の大字である。郵便番号は970-1152。

## 地理
いわき市中部の好間地区に属する。北で好間町北好間、東で好間町下好間、南東で内郷御台境町、内郷高坂町、南で内郷宮町、西で好間町上好間とそれぞれ隣接する。概ね町村制施行以前の磐前郡中好間村の流れを汲む地域である。二級水系夏井川水系好間川右岸側、支流の金子沢流域を主な範囲とする。北東側の川沿いの平野部に市街地が形成され、南西側は金子沢に沿い山林が広がる。内郷御厩町内に所在するいわき中央警察署及び内郷綴町に所在する内郷消防署がそれぞれ管轄にあたる。

### 主な字
字
- 川原子
- 川原子作
- 上野原
- 半貫沢
- 六反歩

- 寺台
- 照田
- 石坂
- 鍛冶内
- 八反田

- 江添
- 田中
- 上川原
- 中川原
- 下川原

### 河川
二級水系夏井川水系
- 好間川
  - 金子沢

## 歴史
- 1879年1月27日 - 平藩領中好間村が福島県内における郡区町村制の施行により磐前郡の村となる[4]。
- 1889年4月1日 - 町村制の施行により中好間村が下好間村、上好間村、北好間村、今新田村、川中子村、愛谷村、小谷作村と合併し好間村が発足する。旧中好間村域は好間村の大字となる。[4]。
- 1896年4月1日 - 磐前郡と周辺郡との合併により石城郡が発足し、石城郡好間村となる[4]。
- 1966年10月1日 - 好間村が平市・磐城市・常磐市・勿来市・内郷市、石城郡遠野町・四倉町・小川町・川前村・田人村・三和村、双葉郡久之浜町・大久村と合併しいわき市となり、いわき市好間地区の大字となる[4]。

## 世帯数と人口
2023年10月31日現在の世帯数と人口は以下の通りである。
| 大字         | 世帯数  | 人口   |
| ------------ | ------- | ------ |
| 好間町中好間 | 679世帯 | 1401人 |

## 小・中学校の学区
市立小・中学校に通う場合、学区は以下の通りとなる。
| 番地           | 小学校                   | 中学校                   |
| -------------- | ------------------------ | ------------------------ |
| 下記を除く全域 | いわき市立好間第一小学校 | いわき市立好間中学校     |
| 半貫沢、六反歩 | いわき市立高坂小学校     | いわき市立内郷第一中学校 |

## 交通

### 道路
- 国道49号平バイパス
- 一級市道八反田平太郎線
- 市道御台境町・北好間線（旧国道49号）

## 施設
- いわき市役所 好間支所
- 好間郵便局
- マルト 好間店
- ダイユーエイト いわき好間店